# Cashmere (Nouvelle-Zélande)
Pour les articles homonymes, voir Cashmere.
La ville de Cashmere  est une banlieue, qui se dresse au-dessus de l’extrémité sud de la cité de Christchurch, dans l’Île du Sud de la Nouvelle-Zélande.

## Situation
Cashmere est située sur le côté nord de la chaîne de Port Hills, sur la Péninsule de Banks, immédiatement au-dessus de l’extrémité sud de la rue principale de la ville de Christchurch nommée : Colombo Street (en).
Elle est localisée à 5 kilomètres au sud de centre de la cité (en), avec une vue prenant toute la cité à partir de ‘Victoria Park’, à l’extrémité supérieure de la banlieue. 
Au-dessus de ‘Victoria Park’ se trouve Sugarloaf (en), un pic s’élevant à 496 m d’altitude, qui est l’emplacement d’une tour de télétransmission de 119 m de haut servant pour la radio locale et la station de TV.

## Histoire

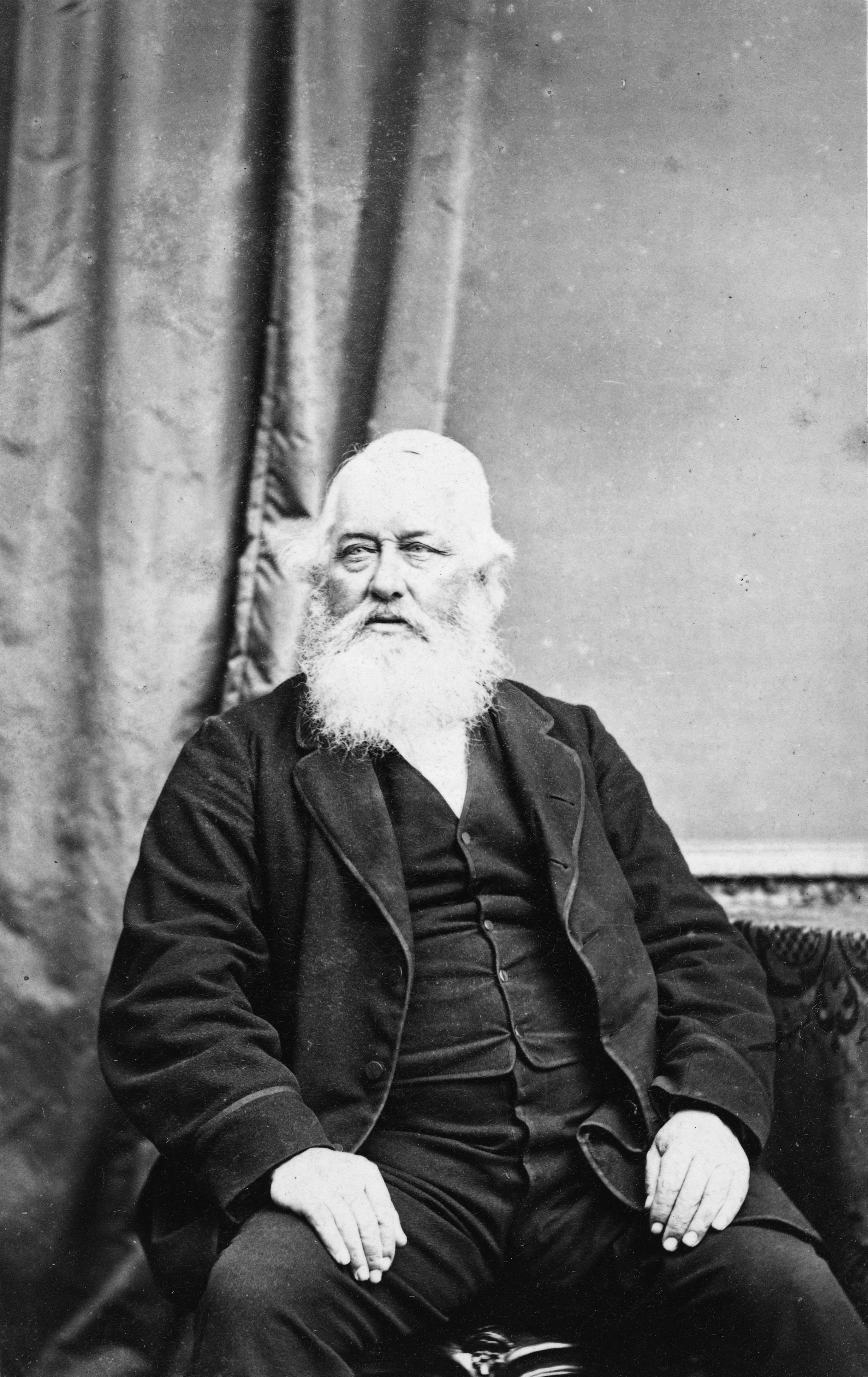
John Cracroft Wilson en 1878

Cashmere tire son nom de la ferme de Sir John Cracroft Wilson (en), qui occupait initialement l’emplacement de la banlieue. 
Wilson était né à ‘ Kashmir’ et nomma sa ferme d’après la localité de Kashmir en Inde (Cashmere est l’orthographe britannique initiale de ‘Kashmir’) . 
En 1979, la maison de ‘Wilson’, construite pour son travailleur indien, devint un centre de fonction nommé comme "The Old Stone House". 
Le bâtiment a été significativement endommagé puis restauré 2 fois, à la suite du feu survenu en 1971 et des séismes de 2010 puis 2011 à Christchurch .

## Population
La population de la Banlieue de Cashmere était de 6 876 résidents lors du recensement de 2006 en Nouvelle-Zélande (en)
Cashmere a la réputation, d’être l’une des banlieues les plus agréables à vivre et l’une des plus  raffinées du pays, et le recensement de 2006 révèle que la banlieue a, en général, une concentration de plus haut revenus.

## Bâtiments et infrastructures
2 maisons de repos fondées par Harry Ell (en) :le Sign of the Takahe (en) et le Sign of the Kiwi (en), sont localisées dans la banlieue de Cashmere.

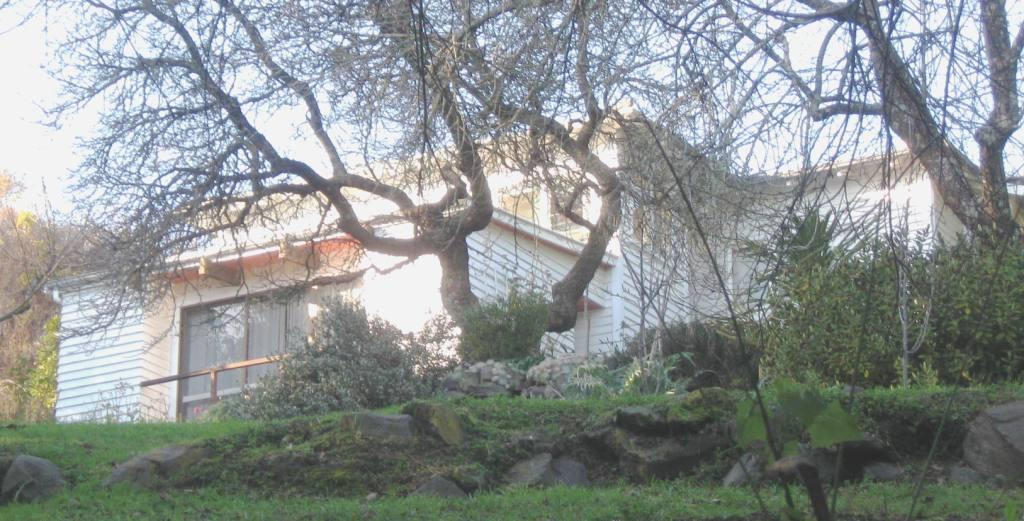
Domicile de Dame Ngaio Marsh

Toutes les deux sont classées en Catégorie I des bâtiments du patrimoine , .
L’ancienne maison de ‘Dame Ngaio Marsh' située sur ‘Valley Road’ est un musée gardant sa mémoire. 
Elle est enregistrée par Heritage New Zealand en Catégorie I du patrimoine .

## Éducation
Les écoles locales comprennent : « Cashmere Primary», «Thorrington Primary» et l'«école secondaire de Cashmere (en)’. 

## Installation locale
L'‘Hôpital ‘Princess Margaret’ (en), construite en 1959, fut autrefois pensé pour devenir le principal hôpital de Christchurch, mais il s’est avéré être trop loin du centre de la cité.

## Sport
Le « Cashmere Club » est le siège de nombreux groupes de sports locaux comprenant: le rugby, le football, l’aviron, les boules, le badminton, les fléchettes, le squash et le tir au fusil de petit calibre.
L’installation du « Canterbury Ring Laser » est localisée dans ‘Cracroft Caverns (en), un complexe de bunker souterrains construits lors de la Deuxième guerre mondiale. 
Le Christchurch Adventure Park (en) est un circuit de vélo tout-terrain, qui a ouvert en décembre 2016.

## Résidents notables
- Ruth Dyson (en) (né en 1957), homme politique
- Norman Hardie (en) (né en 1924), alpiniste[8].
- Ngaio Marsh (1895–1982), écrivain de romans noirs, de renommée mondiale, qui vivait au  ‘ 37 Valley Road’ depuis 1907 jusqu’à sa mort [9].
- John Cracroft Wilson (en) (1808–1881), Membre du Parlement
- Ursula Bethell (en) (1874–1945), poète